# Батог Яр Костянтинович
Я́р Костянти́нович Бато́г (нар. 15 липня 1997, Сосниця, Чернігівська область, Україна — пом. 10 липня 2024, Нью-Йорк, Донецька область, Україна) — український аналітик-міжнародник та громадський діяч, молодший сержант Збройних сил України.

## Життєпис
Народився 15 липня 1997 року в селищі Сосниця Чернігівської області. Закінчив Сосницьку гімназію імені О. П. Довженка. У 2014—2018 роках навчався в Інституті міжнародних відносин Київського національного університету імені Тараса Шевченка, де здобув диплом бакалавра з відзнакою. Під час навчання провів семестр за програмою академічного обміну в Гранадському університеті (Іспанія).
З 2017 року працював аналітиком у проєкті VoxCheck, який перевіряв на достовірність факти з публічних висловлювань українських політиків. У 2019—2022 роках керував центром KSE StratBase при Київській школі економіки, який разом із Гаазьким центром стратегічних досліджень вивчав зовнішню політику Росії та українсько-російські відносини. Певний час був співробітником видання Forbes Ukraine.
Напередодні повномасштабного російського вторгнення працював провідним консультантом відділу міжнародного співробітництва в НЕК «Укренерго».
У квітні 2022 року добровільно приєднався до лав Збройних сил України. Був головним сержантом розвідувальної роти. Загинув, потрапивши у ворожу засідку під час виконання бойового завдання у «сірій» зоні поблизу селища Нью-Йорк на Донеччині.

## Нагороди
- Орден «За мужність» II ступеня (11.11.2024, посмертно) — за особисту мужність, виявлену у захисті державного суверенітету та територіальної цілісності України, самовіддане виконання військового обов'язку[4]
- Орден «За мужність» III ступеня (29.02.2024) — за особисту мужність, виявлену у захисті державного суверенітету та територіальної цілісності України, самовіддане виконання військового обов'язку[5]
- Почесний нагрудний знак Головнокомандувача ЗСУ «Золотий хрест» (2023)[6]
- Нагрудний знак «Ветеран війни» (2023)[6]

## Вшанування пам'яті
- Київська школа економіки призначила іменну стипендію Яра Батога, яка буде присуджена талановитим та амбітним студентам магістратури[7].